# Мороз Тамара Василівна
Тамара Василівна Моро́з (до шлюбу Спіріна; нар. 12 квітня 1929, Балашов — пом. 10 лютого 2003, Київ) — українська художниця декоративного текстилю; член Спілки радянських художників України з 1970 року. Заслужений художник України з 1996 року. Дружина художника Григорія Мороза.

## Біографія
Народилася 12 квітня 1929 року в місті Балашові (нині Саратовська область, Росія). 1956 року закінчила Львівський інститут декоративного і прикладного мистецтва, де навчалась на кафедрі художнього текстилю. Її педагогами були зокрема В. Цюнь, Микола Бавструк, Вітольд Манастирський, Данило Довбошинський, Григорій Смольський. Дипломна робота — ворсовий килим (керівник: І. К. Вторушин, оцінка: добре).
Упродовж 1956—1987 років працювала художницею Київського шовкового комбінату. 
Жила в Києві, в будинку на вулиці Бастіонній № 3/12, квартира 62 та в будинку на вулиці Бастіонній, № 5/13, квартира № 64. Померла в Києві 10 лютого 2003 року.

## Творчість
Працювала в галузі вибійки по тканинах та ткацтва, створювала малюнки для вибивних тканин. Серед робіт:
малюнки для тканин
- «Писанки» (1959);
- «Хоровод» (1959);
- «Вершники» (1960);
- «Берези» (1965);
- «Українські квіти» (1967);
- «Мальва» (1968);
- «Волошки» (1968);
- «Троянди» (1968);
- «Дівоча пісня» (1969);
- «Турецькі огірки» (1970);

купони
- «Україна» (1967);
- «Наталка» (1967);
- «Соняшники» (1970);

гобелени
- «Сестри» (1969—1970, у співавторстві з Василем Андріяшком та Григорієм Морозом);
- «Квітни, Україно!» (1969—1970, вовна, ручне ткацтво; у співавторстві з Василем Андріяшком та Григорієм Морозом);

батики
- «Іриси» (1980; 1995);
- «Пори року» (1985–1986);
- «Польові квіти» (1989).

Брала участь у республіканських виставках з 1960 року, всесоюзних — з 1966 року, зарубіжних — з 1965 року.